# Dolmen von Savatole

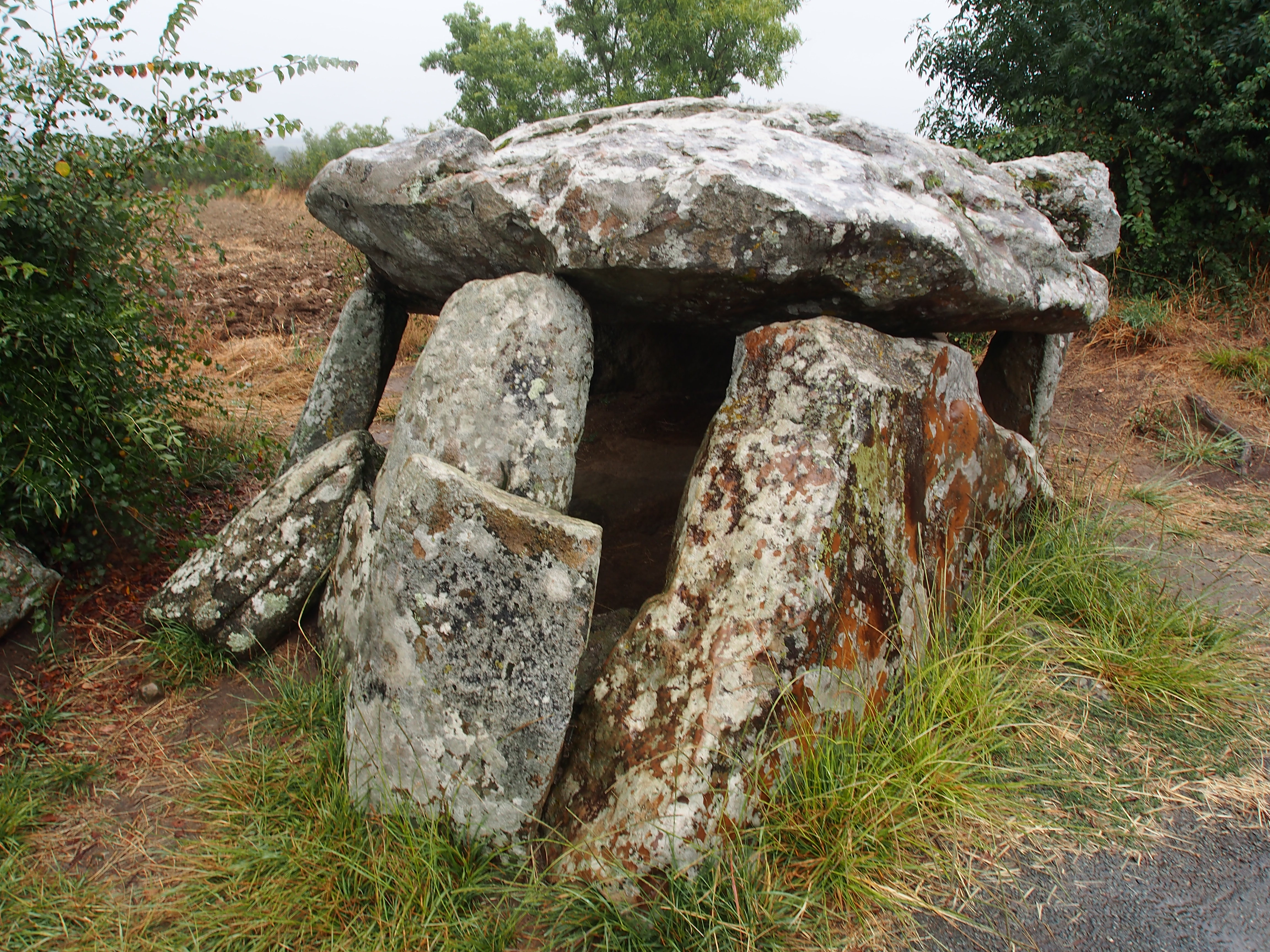
Dolmen 1

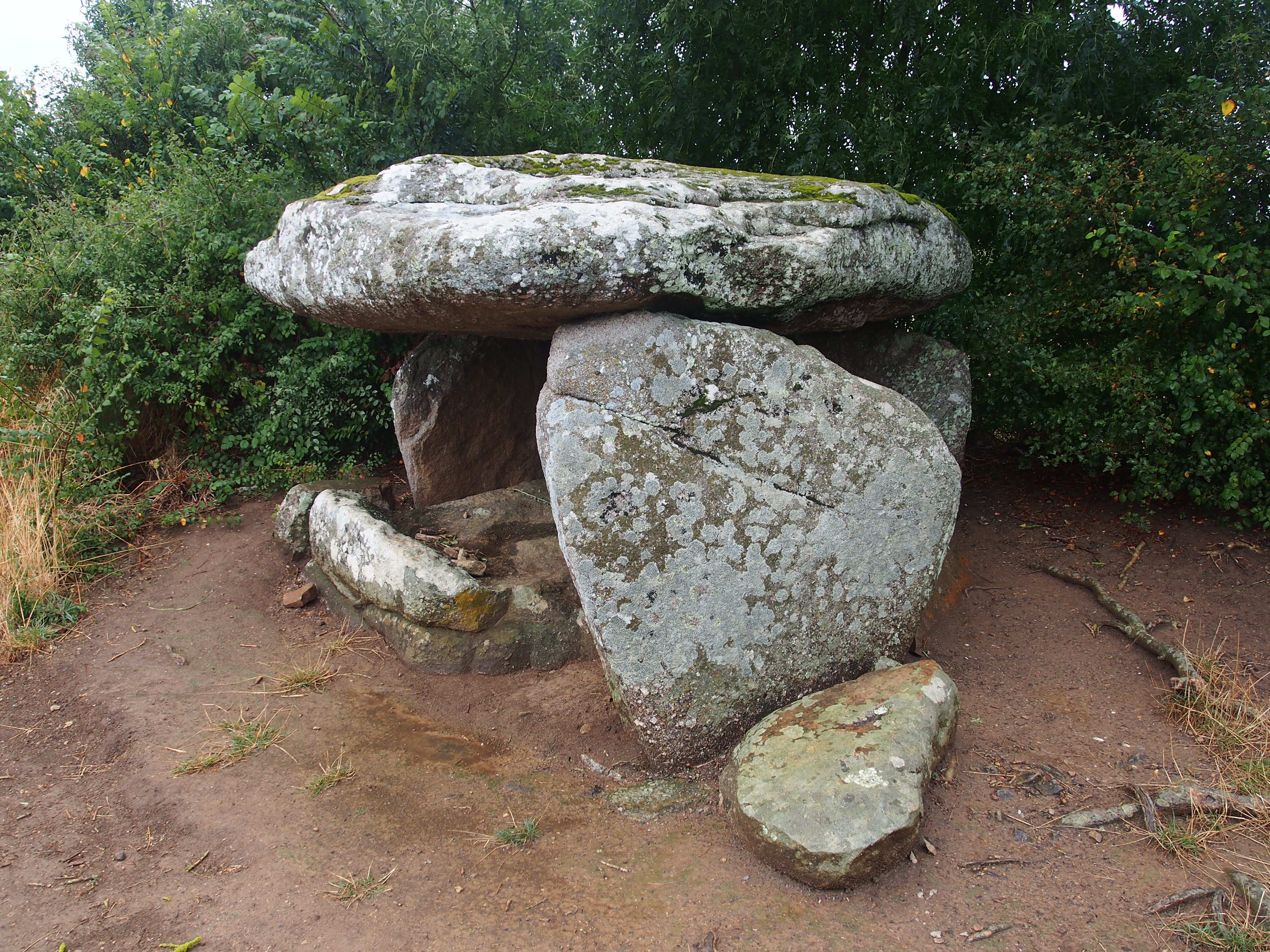
Dolmen 2

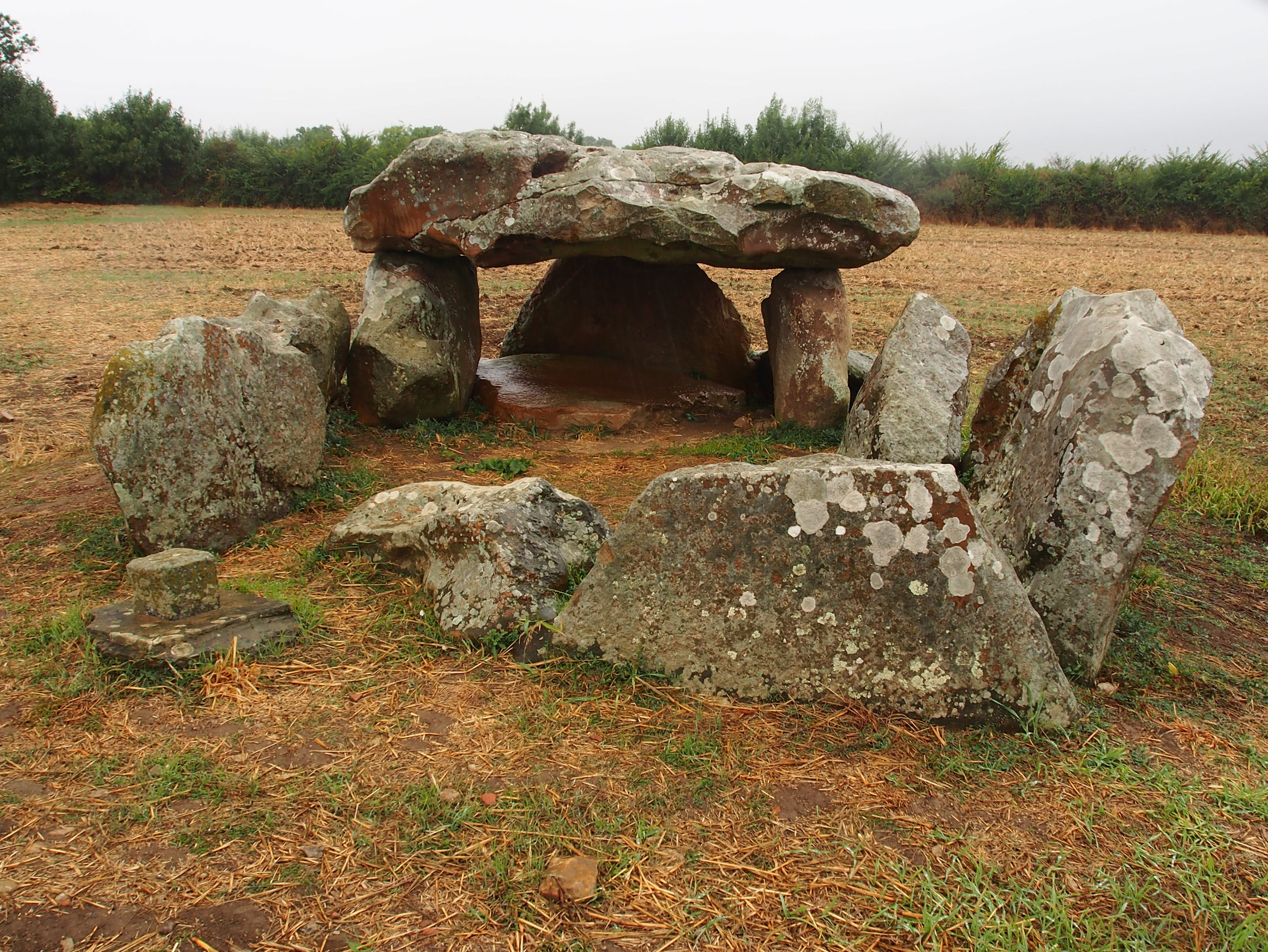
Dolmen 3

Unweit des Dolmen de la Frébouchère liegen die drei Dolmen von Savatole, (französisch Groupe de Dolmens de Savatole) beim Ort Le Bernard zwischen La Roche-sur-Yon und La Rochelle im Département Vendée (85) in Frankreich. Dolmen ist in Frankreich der Oberbegriff für Megalithanlagen aller Art (siehe: Französische Nomenklatur).

## Dolmen 1
Direkt neben einer schmalen Straße im Norden des Dorfes Le Bernard liegt der Dolmen 1, dessen ovale Kammer 3 Meter lang und 2,5 Meter breit ist und von einem einzigen Deckstein bedeckt wird. Der Boden der Kammer ist mit großen Platten gepflastert. Es gibt weitere Steine, die zu einem Gang gehören.

## Dolmen 2
Wie Dolmen 1 wurde auch dieser Dolmen 1906 ausgegraben und unsachgemäß restauriert. Es ist ein einfacher Dolmen (französisch Dolmen simple) mit einer 2,5 × 2,5 Meter großen Kammer und einem einzigen Deckstein, der auf drei stehengebliebenen Tragsteinen ruht. Ein selten beobachtetes Merkmal ist die eingeebnete Felsplatte am Boden der Kammer. 

## Dolmen 3
Der Dolmen 3 ist größer, aber stärker zerstört als die beiden anderen. Wie es scheint, hatte er eine 4 × 2,5 Meter große Kammer. Der einzige erhaltene Deckstein ruht auf zwei seitlichen Tragsteinen und dem Endstein am westlichen Ende. Wie bei den anderen Dolmen bildet eine große geglättete Steinplatte den Boden. 